# Elijah Keitany

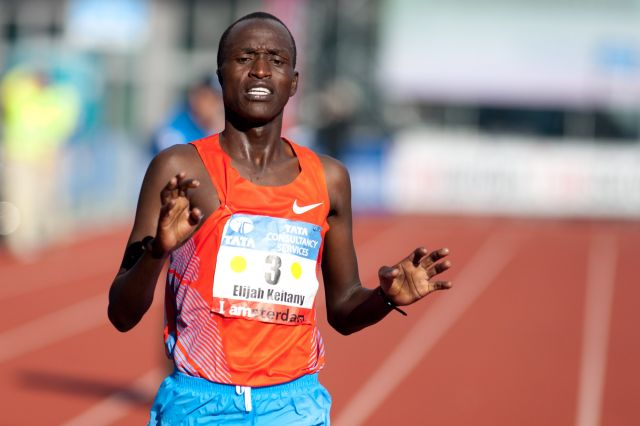
Elijah Keitany 2011 in Amsterdam

Elijah Keitany (* 1983) ist ein kenianischer Langstreckenläufer, der sich auf Straßenläufe spezialisiert hat.
2006 stellte er beim Schwarzwald-Marathon im Halbmarathonbewerb den aktuellen Streckenrekord auf. Ein weiterer Streckenrekord gelang ihm im Jahr darauf beim Halbmarathonbewerb des Regensburg-Marathons; außerdem siegte er beim Hamburg-Halbmarathon sowie beim Küstenmarathon auf der 10-km-Strecke.
2008 wurde er Dritter beim Berliner Halbmarathon, und 2009 folgte auf einen Sieg bei Roma – Ostia ein zweiter Platz beim Amsterdam-Marathon. 2010 kam er beim Boston-Marathon auf den 13. Platz.

## Persönliche Bestzeiten
- Halbmarathon: 1:00:10 h, 6. April 2008, Berlin
- Marathon: 2:06:41 h, 18. Oktober 2009, Amsterdam